# Gmina Hrvatska Dubica
Gmina Hrvatska Dubica (chorw. Općina Hrvatska Dubica) – gmina w Chorwacji, w żupanii sisacko-moslawińskiej. W 2011 roku liczyła  2089 mieszkańców.